# 하타케 카카시

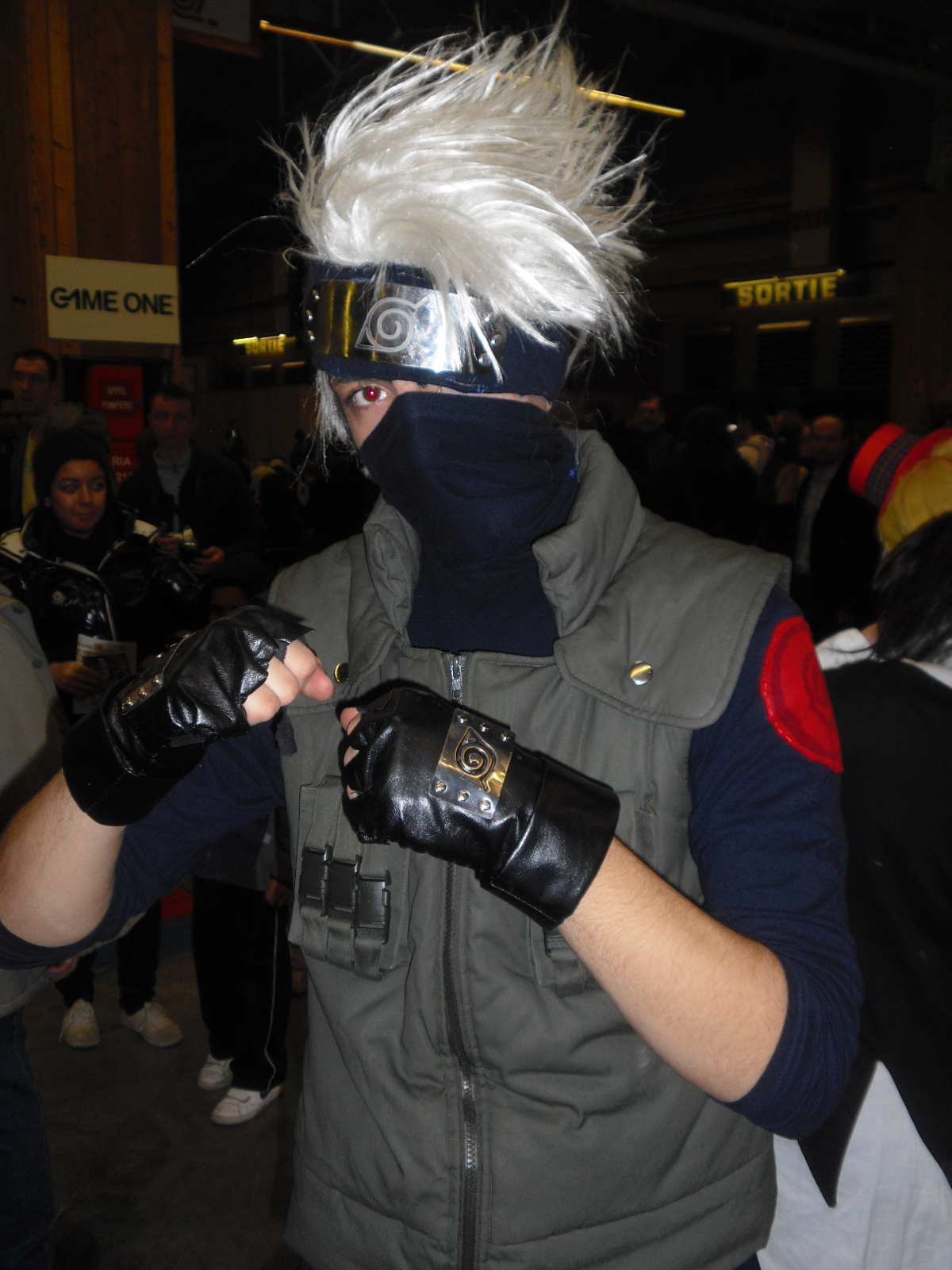

하타케 카카시(はたけ カカシ)는 만화 《나루토》의 등장인물이다.
성우: 이노우에 카즈히코, 타무라 무츠미(소년 시절) / 손원일(질풍전 9기까지)→김승준(질풍전 10기, BORUTO -보루토- NARUTO NEXT GENERATIONS), 여윤미(소년 시절) / 데이브 위튼버그

## 소개
우즈마키 나루토, 우치하 사스케, 하루노 사쿠라가 속한 제7반을 담당하는 상급닌자다. 나뭇잎 마을의 4대 호카게인 나미카제 미나토의 제자이다. 전설의 3닌자의 명성도 그 앞에선 빛이 바랠 정도였던 '나뭇잎의 하얀 송곳니' 하타케 사쿠모의 아들이기도 하다. 제4대 호카게를 스승으로 두고 오비토, 린과 함께 3인 1조를 이뤄 어릴 적 임무를 수행했었다.

### 닌도
하타케 사쿠모가 동료를 구하느라 임무에 실패하는 사건이 발생하고, 마을의 중상모략으로 견디지 못해 자살하는 사건이 벌어진다. 이 트라우마로 어린 카카시는 고지식하게 변하여 동료보다 룰이 우선이라고 고집하게 된다. 그러나 오비토가 카카시를 대신해 죽는 사건을 통해 룰보다 동료를 우선으로 생각하게 된다. 그 이후 닌자세계에서 룰을 어기는자는 쓰레기 취급을 받는다. 하지만 동료를 소중히 여기지 않는 자는 그보다 더한 쓰레기야.라는 말을 자신의 닌도로 삼고 있다.

### 전투력
소환술로 팟쿤을 포함한 9마리의 개를 소환할 수 있다. 오비토가 죽으며 남긴 왼쪽 사륜안을 이식한 카카시는 사륜안을 갖게 된다. 카카시의 사륜안은 카피능력과 카무이를 쓸 수 있다.
이후 카카시는 사륜안으로 임무를 훌륭히 수행해내서 《사륜안의 카카시》라는 명성과, 사륜안으로 다양한 술법을 카피해 《천개의 기술을 가진 카피닌자》라는 별명을 얻는다. 유일무이 스스로 만든 기술은 뇌둔을 사용한 치도리이다. 천마리의 새가 우는 것 같은 소리를 낸다고 해서 붙여진 이름으로, 후에 사스케에게 기술을 전수한다.

## 어린 시절
나뭇잎의 하얀 이빨이라 불린 하타케 사쿠모의 아들인 만큼 천재성을 갖고 있어 6세에 중급닌자, 13세에 상급닌자 코스를 밟았다. 하타케 사쿠모와 린, 오비토를 잃고 정신적으로 피폐해진 카카시에게 미나토가 암부를 권유해 호카게 직속 암부에 들어가게 된다. 어린 나이에 엘리트 코스를 밟으며 시기와 질투로 암부 내에서 왕따를 당하기도 하지만, 어린아이답지 않은 냉정함과 능력으로 인정받는다.

## 페인 육도의 침입과 명성
페인 육도가 나뭇잎 마을을 침공하였을 당시 페인 수라도와 페인 천도와의 싸움에서 마을에 정보를 전하기 위해 쵸지를 살리고 죽었지만, 나가토의 외도 윤회천생술로 다시 되살아났다.
머리가 명석해 전투의 시뮬레이션에 능하다. 체술, 인술, 환술에 골고루 능하고 파워면에서도 아카츠키와 대적할 만큼 강하다. 빙고북에 이름이 걸려있는 나뭇잎 대표의 일등 상급닌자다. 때문에 마을 외부의 적과 대치했을 때 '네가 바로 사륜안의 카카시냐'라는 말을 듣는다. 애니메이션 초기부터 끝까지 계속 등장하는 만큼 많은 분량과 전투씬을 차지하고 있다.
카카시는 거의 모든 에피소드에 빠지지 않고 등장하며 거의 모든 등장인물과 연결되어 있다.

## 인계대전에서, 인계대전 후에
카구야와의 전투 중에 오비토의 양쪽 만화경 사륜안을 받아 스사노오를 발동시켜 카구야를 물리치는데 기여한다. 전쟁이 끝나자, 카카시는 만화경 사륜안을 잃었다. 제6대 호카게가 되어 마을을 이끌어 나가기 시작한다. 마을을 크게 발전시켜 팬 사이에서는 '경제 호카게'라고도 불린다.